# Nisshō Inoue
Nisshō Inoue (井上 日召, Inoue Nisshō) (12 avril 1887 - 2 mars 1967) est un prédicateur bouddhiste radical de la secte nichiren et le fondateur de l'organisation japonaise terroriste d'extrême droite Ketsumeidan (血盟団, Ligue du Sang). Contrairement à une rumeur, il ne fut jamais un prêtre de Nichiren, mais plutôt un prédicateur dont les principes extrémistes furent largement dénoncés par l'établissement bouddhiste de Nichiren.

## Biographie
Nisshō Inoue est né Shirō Inoue (et adopta plus tard le nom d'Akira puis celui de Nisshō, Lit. « nommé par le soleil ») à Kawaba, préfecture de Gunma, en 1887. Il est le fils d'un docteur de campagne. Étudiant à la coopérative de Toyo (actuelle université de Takushoku), il abandonna ses études et voyagea en Manchourie où il fut vagabond jusqu'à ce qu'il obtienne un emploi de 1909 à 1920 dans les Chemins de fer de Mandchourie du Sud. Il sert aussi d'espion pour l’armée japonaise. À son retour au Japon, il devint disciple bouddhiste de Nichiren. Une conversion l'amena à déménager à Miho, préfecture de Shizuoka, afin d'étudier auprès de l'érudit et prédicateur nationaliste Tanaka Chigaku de Nichiren dans son académie de Kokuchukai. Cependant, en 1928, il a déménagé à Oarai dans la préfecture d'Ibaraki où il a fondé son propre temple, le Risshō Gokokudō (立正護国堂, Temple vertueux de défense nationale), qui a servi de centre de formation de jeunes, préconisant une révolution militariste au Japon. À cette époque, avec l'aide d'un ancien Lord Gardien du sceau privé du Japon Mitsuaki Tanaka, il a fait connaissance avec des personnalités de droite tels que Shūmei Ōkawa ou Ikki Kita, et a reçu le soutien enthousiaste de jeunes officiers radicaux de la base navale voisine de Tsuchiura. 
En 1930, Inoue s'est déplacé à Tokyo où il a commencé la formation du Ketsumeidan, recrutant des membres parmi les étudiants radicaux. Le Ketsumeidan fut officiellement fondé en 1932, avec un groupe de 13 jeunes officiers comprenant Sho Onuma et Goro Hishinuma et avec pour but le renversement de l'élite politique et économique de l'époque, avec le slogan « un homme, un assassinat. » La première vague de meurtre du groupe survint début 1932, avec l'assassinat de l'ancien ministre des finances Junnosuke Inoue le 9 février et celui du directeur général du zaibatsu Mitsui le baron Dan Takuma le 5 mars, événements connus sous le nom d'incident de la Ligue du sang. Inoue se rendit de lui-même dans un commissariat de police et fut arrêté le 11 mars 1932. Koga Kiyoshi, un subalterne de confiance, lui a succédé à la tête du groupe et organisa une deuxième vague, aboutissant à l'assassinat du premier ministre Inukai Tsuyoshi le 15 mai, un événement connu sous le nom d'incident du 15 mai.
Inoue et trois autres membres du Ketsumeidan furent condamnés à la prison à perpétuité en novembre 1934, et le reste des membres du groupe reçut des peines plus légères. Inoue fut gracié et libéré en 1940. (一億人の昭和史, p.16). Considéré comme un fasciste par les forces d'occupation américaine en 1947, il fut réhabilité à la fin de l'occupation du Japon et resta une figure importante des cercles d'activistes de droite d'après-guerre.